# Varpujärvi
Varpujärvi är en sjö i Finland. Den ligger i kommunen Suomussalmi i landskapet Kajanaland, i den centrala delen av landet, 500 km norr om huvudstaden Helsingfors. Varpujärvi ligger 226 meter över havet. Den är 9,1 meter djup. Arean är 22,3 hektar och strandlinjen är 2,81 kilometer lång. Sjön  ingår i Uleälvens huvudavrinningsområde. 